# Quema de conventos de 1931 en España
Se conoce como quema de conventos a la ola de violencia anticlerical contra edificios e instituciones de la Iglesia católica ocurrida entre los días 10 y 13 de mayo de 1931 en España, pocas semanas después de haberse proclamado la Segunda República española. Fue «el primer conflicto de orden público grave que hubo de enfrentar el régimen republicano».
Los disturbios comenzaron en Madrid durante la inauguración del Círculo Monárquico de la calle de Alcalá y rápidamente se extendieron por otras ciudades del sur y el levante peninsular. Alrededor de cien edificios religiosos ardieron total o parcialmente aquellos días, se destruyeron objetos del patrimonio artístico y litúrgico, se profanaron algunos cementerios de conventos y varias personas murieron y otras resultaron heridas.
Con el tiempo la derecha antirrepublicana convertiría la quema de conventos de mayo de 1931 en un mito que enlazaría con la Revolución de Octubre de 1934 y los desórdenes de la primavera de 1936 bajo el gobierno del Frente Popular para justificar el golpe de Estado de julio de 1936.

## Antecedentes

### La política religiosa inicial del Gobierno Provisional y la respuesta católica
Con la proclamación de la Segunda República Española, el nuevo orden constitucional debía amparar la libertad de conciencia y desarrollar un proceso de secularización que permitiera superar la tradicional identificación entre el Estado y la Iglesia católica, que era considerada por los republicanos como uno de los elementos clave de legitimación de la monarquía. "Los republicanos anunciaron su determinación de crear un sistema de escuelas laicas, introducir el divorcio, secularizar los cementerios y los hospitales y reducir en gran medida, si no eliminar, el número de órdenes religiosas establecidas en España".
Sin embargo, para evitar reacciones por parte de los católicos españoles, las primeras decisiones del Gobierno Provisional de la Segunda República Española sobre la secularización del Estado fueron moderadas, en sintonía con la decisión de poner a su frente al  católico liberal Niceto Alcalá Zamora y nombrar en la cartera clave de Gobernación, a su compañero de la Derecha Liberal Republicana, el también católico Miguel Maura. En la regla tercera del Estatuto jurídico del Gobierno Provisional, promulgado el mismo día 14 de abril de 1931, y hecho público al día siguiente en el diario oficial, la Gaceta de Madrid, se proclamó la libertad de cultos: 

El Gobierno provisional hace pública su decisión de respetar de manera plena la conciencia individual mediante la libertad de creencias y cultos, sin que el Estado, en momento alguno, pueda pedir al ciudadano revelación de sus convicciones religiosas.

En aplicación de esta declaración en las tres semanas siguientes el Gobierno aprobó algunas medidas secularizadoras, como la “disolución de la órdenes militares, supresión de la obligatoriedad de asistencia a actos religiosos en cárceles y cuarteles [22 de abril y 19 de abril, respectivamente], prohibición de participación oficial en actos religiosos [Circular del Ministro de la Gobernación del 17 de abril], fin de las exenciones tributarias a la Iglesia, privación de sus derechos a la Confederación Nacional Católico-Agraria, etc. Entre todas, quizá la medida más destacada fue el decreto de 6 de mayo declarando voluntaria la enseñanza religiosa”. Por un decreto de 5 de mayo se privó a la Iglesia católica de su representación en los Consejos de Instrucción Pública, con lo que la jerarquía católica ya no pudo intervenir en la elaboración de los planes de estudios, un derecho que venía ejerciendo desde hacía mucho tiempo. Además se prohibió la asistencia a actos religiosos de los militares no siendo a título personal y se suspendieron las festividades de los Patronos de Armas y Cuerpos del Ejército. Por último se modificó la ley electoral de 1907 para que los sacerdotes pudieran presentarse como candidatos en las elecciones.
Al mismo tiempo el Gobierno Provisional inició los contactos con el nuncio Federico Tedeschini para asegurarle que el Gobierno hasta que no se aprobara la nueva Constitución respetaría el Concordato de 1851 y a cambio la Iglesia debía dar muestras de que acataba el nuevo régimen. Así el día 24 de abril el nuncio envió un telegrama a todos los obispos en el que les transmitía el «deseo de la Santa Sede» de que «recomend[asen] a los sacerdotes, a los religiosos y a los fieles de su[s] diócesis que respet[ase]n los poderes constituidos y obede[ciese]n a ellos para el mantenimiento del orden y para el bien común». Junto al nuncio, el otro miembro de la jerarquía eclesiástica que encarnó esta actitud conciliadora hacia la República fue el cardenal arzobispo de Tarragona Francisco Vidal y Barraquer, que ya había realizado algunos gestos de deferencia hacia las nuevas autoridades como su visita al presidente de la Generalidad de Cataluña Francesc Macià, el día 18 de abril, o como el envío el día 22 de una carta de saludo y felicitación al Gobierno provisional de la República por parte de la conferencia de obispos catalanes. Otro prelado que estaba en la misma línea era el cardenal arzobispo de Sevilla, Eustaquio Ilundáin y Esteban, y el diario católico que la apoyaba era El Debate, dirigido por Ángel Herrera, fundador de la Asociación Católica Nacional de Propagandistas, que al día siguiente de la proclamación de la República había manifestado en el editorial publicado en primera página, aunque acompañado de un retrato y de un “homenaje al Rey Alfonso XIII”: “La República es la forma de gobierno ‘de hecho’ en nuestro país. En consecuencia, nuestro deber es acatarla. (…) Y no le acataremos pasivamente… le acataremos de un modo leal, activo, poniendo cuanto podamos para ayudarle en su cometido”.
Sin embargo un sector numeroso del episcopado estaba compuesto por obispos menos conciliadores e incluso abiertamente opuestos a la República (muchos de ellos nombrados durante la Dictadura de Primo de Rivera) que no estaban dispuestos a transigir con la República a la que consideraban una desgracia pues entendían que estaba en clara oposición a la Iglesia. La cabeza visible de ese grupo era el Cardenal Primado y arzobispo de Toledo, Pedro Segura, que ya se había manifestado claramente contrario a la República antes y durante la campaña de las elecciones municipales del 12 de abril de 1931, afirmando que la República era obra de los “enemigos de la Iglesia y el orden social”, por lo que estaba justificada la formación de un “compacto frente unido” en defensa de la Monarquía y de la Iglesia católica. Ya en su primera intervención desde el púlpito después del 14 de abril se refirió a la República como un castigo divino, lo que levantó las iras de la prensa republicana, señalándolo como el símbolo del clericalismo monárquico, y provocó el envío de una nota de protesta del gobierno a la nunciatura. Pero el pronunciamiento de mayor trascendencia del Cardenal Segura se produjo el día 1 de mayo cuando hizo pública una pastoral en la que, tras abordar la situación española en un tono catastrofista, hacía un agradecido elogio de la monarquía y del destronado monarca Alfonso XIII, “quien, a lo largo de su reinado, supo conservar la antigua tradición de fe y piedad de sus mayores”. La prensa republicana interpretó la pastoral como una incitación a los fieles a unirse para salvar los derechos amenazados de la iglesia y los partidos y organizaciones de izquierda la consideraron una declaración de guerra, incrementando el sentimiento anticlerical de muchos ciudadanos. El Gobierno Provisional de la Segunda República Española presentó una nota de "serena y enérgica" protesta al Nuncio Federico Tedeschini por lo que consideraba una intervención en política del Cardenal Primado, "cuando no hostilidad al régimen republicano", y pidió que fuera apartado de su cargo. La prensa, por su lado, arreciaba en su campaña contra Segura.

### La movilización de los monárquicos y el inicio de la conspiración antirrepublicana
Mientras que para el poeta Antonio Machado la Proclamación de la Segunda República Española «¡aquellas horas, Dios mío, [estuvieron] tejidas todas ellas con el más puro lino de la esperanza, cuando unos viejos republicanos izamos la bandera tricolor en Ayuntamiento de Segovia!», para el exministro de la Dictadura de Primo de Rivera José Yanguas Messía, el 14 de abril había sido un «día aciago para España» porque ese día se «consumó la gran traición a España, decretada por las logias masónicas y por el Kremlin de Moscú», con el objetivo de destruirla «en su cuerpo y en su espíritu, entregándola a las fuerzas disgregadoras y corrosivas del separatismo político y el comunismo marxista». Así, la primera reunión conspirativa de los monárquicos tuvo lugar el mismo día 14 de abril en casa del conde de Guadalhorce, Rafael Benjumea y Burín, exministro primorriverista, a la que asistieron los también exministros primorriveristas Yanguas Messía y José Calvo Sotelo, aunque la presencia de este último no está confirmada ―al poco tiempo se exilió en Portugal―. Tampoco está confirmada la presencia de Ramiro de Maeztu o de José Antonio Primo de Rivera. En la reunión se habló de la creación de un partido monárquico cuyo fin sería derrocar a la República recién proclamada y también se discutió del «nervio de la guerra»: las finanzas.
Ese partido monárquico se fundó a finales de abril con el nombre de Acción Nacional (que en abril de 1932 pasaría a llamarse Acción Popular), aunque en él predominaron los «accidentalistas» para los que la vuelta de la monarquía no era el objetivo esencial sino la defensa del catolicismo y de los valores tradicionales. Pocos días después Juan Ignacio Luca de Tena, director y propietario de diario ABC, viajó a Londres para consultar con el exrey Alfonso XIII la formación de un comité electoral monárquico y para informarle de las primeras reuniones conspirativas. Al mismo tiempo realizó una entrevista periodística al exrey que publicó su diario. En ella, se ofreció la imagen de un rey patriótico y sacrificado, que ponía el bien de su país por encima de las formas de gobierno y pedía a los monárquicos que se organizaran para participar en la vida pública, incluso apoyando al gobierno «en todo lo que sea defensa del orden y de la integridad de la Patria». Al final de la entrevista el diario ABC hacía una expresa declaración de principios monárquica: «ABC permanece donde estuvo siempre: con la libertad, con el orden, con la integridad de la Patria, con la Religión y con el Derecho, que es todavía decir, en España, con la Monarquía Constitucional y Parlamentaria». Esta declaración fue seguida de un llamamiento «A los monárquicos españoles» publicado en el diario el 8 de mayo en el que se pedía que los simpatizantes con la monarquía se inscribieran en el Círculo Monárquico Independiente, cuya finalidad era coordinar todas las organizaciones monárquicas de cara a las elecciones constituyentes, y que acudieran el día diez a la constitución de su comité ejecutivo.
Por esas mismas fechas de principios de mayo tuvo lugar una nueva reunión de los monárquicos en el palacio del marqués de Quintanar a la que por primera vez asistieron militares (los generales Luis Orgaz y Miguel Ponte y el comandante Heli Rolando de Tella). También asistieron el periodista Juan Pujol, director del diario filofascista Informaciones y hombre de confianza del financiero Juan March,  y otros notables monárquicos como el conde de Vallellano, Julio Danvila y Santiago Fuentes Pila.

## Los sucesos

### Madrid
A las once de la mañana del domingo 10 de mayo de 1931 se inauguraba en la calle Alcalá el Círculo Monárquico Independiente, fundado por el director del diario monárquico ABC, Juan Ignacio Luca de Tena, que acababa de regresar de Londres donde se había entrevistado con el exrey Alfonso XIII con el objetivo de formar un comité electoral del que surgiera una candidatura monárquica para presentarla en las elecciones a Cortes Constituyentes que se iban a celebrar al mes siguiente. El acto contó con la aprobación del director general de Seguridad, Carlos Blanco Pérez, que habría dado autorización verbal a Luca de Tena para su celebración, aunque sin llegar a comunicárselo al Ministro de la gobernación Miguel Maura. La convocatoria la había realizado dos días antes el diario ABC que había publicado el llamamiento A los monárquicos españoles. Acudió bastante gente y, tras unos discursos muy acalorados en defensa de la monarquía, se eligió el Comité del Círculo, integrado, entre otros, por el conde de Gamazo, el periodista Federico Santander, el banquero Arsenio Martínez Campos y los abogados Eduardo Cobián y Luis Garrido Juaristi. También se discutió cómo celebrar el cumpleaños del exrey el 17 de mayo. Durante el acto, hicieron sonar la "Marcha Real" en un gramófono y algunos de los asistentes se asomaron al balcón para dar vivas al rey y a la monarquía y lanzaron pasquines del periódico clandestino El Murciélago en el que se llamaba a «hacer la vida imposible a esta caricatura de República».
Varios jóvenes monárquicos se unieron a los vivas al rey y a la monarquía desde la calle, lo que fue respondido por el taxista que los había llevado hasta allí con vivas a la República. Al oír los vivas uno de los jóvenes golpeó al taxista con su bastón y este cayó al suelo. Cuando varios transeúntes se acercaron para ayudarlo increpando al grupo monárquico también fueron golpeados. Otros monárquicos salieron de la sede de Alcalá para apoyarlos pero cuando se vieron superados en número se refugiaron dentro del edificio y cerraron las puertas. Entonces algunos de los que se habían enfrentado a los monárquicos, encolerizados, quemaron tres coches que estaban allí aparcados, uno de ellos el del director de ABC Luca de Tena. También lanzaron piedras contra el edificio rompiendo algunos cristales. Apareció la policía que, tras pedir calma a la multitud que se había congregado, procedió a detener a los monárquicos que habían participado en los altercados, pero no los pudo sacar de allí por la actitud levantisca del público que llegó a asaltar dos coches de policía que habían llegado de refuerzo. Hasta las cinco de la tarde no consiguieron conducirlos a pie hasta la sede la Dirección General de Seguridad, en la Puerta del Sol, mientras un grupo numeroso de personas seguía sus pasos y los insultaba. Un antiguo ministro de la monarquía, Leopoldo Matos y Massieu, se tuvo que refugiar en casa de un amigo que vivía cerca de la calle Alcalá cuando fue reconocido e increpado por la multitud. Allí fueron a rescatarlo los Sánchez Guerra, padre e hijo, que lo llevaron al ministerio de Gobernación utilizando un curioso ardid para calmar los ánimos: atar la mano de Matos a la de un obrero que los acompañó hasta la Puerta del Sol.
En seguida se extendió el rumor por Madrid de que el taxista republicano había muerto, lo que unido a la noticia publicada ese día por los periódicos de que el general Berenguer había salido de la cárcel y a que tampoco se había olvidado la pastoral del cardenal Segura de tres días antes, desencadenó una ola de violencia y disturbios por toda la ciudad. Empezó con el intento de asalto a la sede del diario ABC en la calle Serrano que estaba custodiada por la policía. Hubo un tiroteo que ocasionó dos muertos: el portero de una finca cercana y un niño. Algunos grupos intentaron detener la circulación de los tranvías, aunque la intervención de los socialistas consiguió reanudar el servicio. También paraban a los taxis alegando que se había declarado la huelga del sector y les amenazaban con quemar sus vehículos si seguían trabajando. Varias armerías fueron asaltadas, con lo que hubo más tiroteos a lo largo del día. Cuando el ministro socialista Indalecio Prieto se enteró del intento de asalto a una armería, salió a la calle para convencer a los alborotadores de que volvieran a sus casas, mientras esperaba la llegada de la policía. Al mismo tiempo grupos de exaltados quemaban un quiosco del diario católico El Debate, apedreaban el casino militar y rompían los escaparates de una librería católica. Además se producían disparos contra una unidad montada de la Guardia Civil.

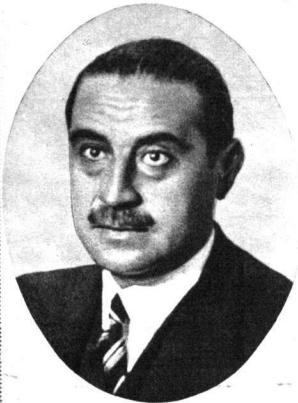
Miguel Maura, ministro de la Gobernación del Gobierno Provisional

Mientras tanto, una multitud se había dirigido a la sede de la Dirección General de Seguridad, en la Puerta del Sol, donde exigieron la dimisión del ministro de la Gobernación Miguel Maura (que había acudido personalmente a la sede del Círculo Monárquico para calmar los ánimos y donde había sido recibido por los republicanos al grito de ¡Maura, no!, rememorando el rechazo a la actuación de su padre, Antonio Maura, durante la Semana Trágica de 1909). Hacia la medianoche un exaltado disparó contra la multitud congregada en la Puerta del Sol hiriendo a una persona y luego fue linchado. Sobre las dos y media de la madrugada la gente abandonó la Puerta del Sol y tres horas después los monárquicos detenidos, entre los que se encontraba Luca de Tena, eran conducidos a la Cárcel Modelo de Madrid.
Esa misma noche, el ministro de la Gobernación Miguel Maura quiso desplegar a la Guardia Civil, pero sus compañeros de gobierno, encabezados por el presidente Niceto Alcalá Zamora y por el ministro de la Guerra Manuel Azaña, se opusieron, reacios a emplear a las fuerzas de orden público contra el "pueblo" y restando importancia a los hechos. Maura también usó como argumento que había recibido una información de un capitán del ejército de que algunos jóvenes del Ateneo de Madrid estaban preparándose para quemar edificios religiosos al día siguiente, a lo que Manuel Azaña le contestó, según cuenta Maura en sus memorias, que eran «tonterías» y añadió, que, en caso de ser cierto lo que se preparaba, sería una muestra de «justicia inmanente».
Cuando el gobierno estaba reunido a primeras horas de la mañana del lunes 11 de mayo le llegó la noticia de que la Casa Profesa de los jesuitas de la calle Flor estaba ardiendo. El ministro de la Gobernación Miguel Maura de nuevo intentó sacar a la calle a la Guardia Civil para restablecer el orden pero al igual que la noche anterior se encontró con la oposición del resto del gabinete y especialmente de un ministro —a quien Maura en sus Memorias identificó como Manuel Azaña—, quien afirmó, según relató Maura al diario Luz en 1932, que «todos los conventos de España no valen la vida de un republicano. Si sale la Guardia Civil, yo dimito»» —sin embargo, Alcalá Zamora escribió en sus Memorias que Azaña «no se opuso ni por un instante a la declaración del estado de guerra»—. A otro ministro, según Maura, le hizo gracia que fuesen los jesuitas los primeros en pagar «tributo» al «pueblo soberano». El que presentó su dimisión —que luego retiraría— fue Maura, que abandonó la sede de la Presidencia del Gobierno. Ardieron seis de los ciento setenta conventos de Madrid, «incendiados por pequeños grupos, ante la pasividad de policías, bomberos y ciudadanos», afirma Pilar Mera Costas.
Un testigo de los acontecimientos fue un muy joven Julio Caro Baroja, quien relató más tarde lo que vio:

A las doce de la mañana, a las doce y cuarto, a la una y cinco, se avisó del Colegio de Jesuitas de la calle de la Flor a la Dirección de Seguridad que el incendio cobraba proporciones grandes. La gente pasaba, o medrosa o indiferente, por las proximidades, viendo salir el humo por las ventanas. Los incendiarios desaparecieron rápidos y organizados. El que vio aquello (y yo lo vi) no podía imaginarse que se desenvolviera así una clásica acción anticlerical. En una de las paredes ahumadas podía leerse después este letrero:

Abajo los jesu[itas]

La justicia del pueblo

por ladrones.

Ardieron así el convento de las Bernardas de Vallecas y la iglesia de Santa Teresa, de los carmelitas descalzos. (...) Por tener mi domicilio cerca, vi arder el convento de los carmelitas. Era por la mañana, ya avanzada ésta. Unos grupos de hombres habían prendido fuego a la iglesia, y mientras ardían tiraban por las ventanas de la residencia enseres y libros. Entre éstos, un ejemplar de la Enciclopedia Espasa. Recuerdo cómo dos o tres hombres sacaron a un fraile viejo, alto, de buen aspecto, custodiado, para que nadie se metiera con él, mientras que otro reprendía a un compañero, que -al parecer- quería llevarse un tomo o unas láminas del pobre repertorio enciclopédico: "Camarada, no hemos venido aquí para robar", etc.

Tiempo después vi incendiada una pequeña iglesia cerca de la plaza de Santa Ana, en la calle del Príncipe. La gente pasaba una vez más junto a ella torva o medrosa, y hubo algún gesto claro de disgusto. Una mujercilla desgreñada lo observó y dijo que los padecimientos del obrero tenían más importancia que aquella crema.

El Gobierno declaró el estado de guerra el martes 12 de mayo y a medida que las tropas fueron ocupando la capital, los incendios cesaron. Para comandarlas el Gobierno Provisional nombró al general Queipo de Llano, que acababa de volver del exilio tras haber huido a París por su implicación en la sublevación republicana de Cuatro Vientos. Por ello gozaba de una enorme popularidad entre los republicanos. No en vano cuando leyó el bando de guerra apeló a la cordura en bien de la República, de la que dijo que «es obra del pueblo». Queipo de Llano se acabaría sublevando en julio de 1936.
Pero mientras Madrid recuperaba la calma, la quema de conventos y de otros edificios religiosos se extendía a otras poblaciones del este y el sur peninsular (los sucesos más graves se produjeron en Málaga). Por el contrario, allí donde los gobernadores civiles y los alcaldes actuaron con contundencia no hubo incendios.
Entre los días 11 y 12 de mayo de 1931 se quemaron intencionadamente en Madrid los siguientes edificios religiosos:
- Casa Profesa de los jesuitas ubicada en la calle de Isabel la Católica, haciendo esquina con la calle de la Flor Baja, y su iglesia aneja. En este incendio se quemó su biblioteca, considerada en aquel momento la segunda mejor de España, que contaba con más de 80 000 volúmenes, de los que se perdieron para siempre incunables irreemplazables y ediciones príncipe de obras de Lope de Vega, Quevedo, Calderón de la Barca o Saavedra Fajardo.[41]
- Iglesia parroquial de Santa Teresa y San José, de los Carmelitas Descalzos, en la plaza de España.
- Instituto Católico de Artes e Industrias (ICAI), en la calle de Alberto Aguilera. Se perdieron para siempre 20 000 volúmenes de su biblioteca. Toda la obra del P. García Villada entre ella sus libros particulares, colección Razón y Fe, papeles y todas las fichas.[42] También se perdieron más de 100 000 copias de canciones populares recopiladas por el P. Antonio Martínez.[43]
- Colegio de la Inmaculada y San Pedro Claver, en la calle de Areneros (llamado por ello popularmente 'colegio de Areneros'), centro de enseñanza de Artes y Oficios regentado también por religiosos de la Compañía de Jesús.
- Colegio del Sagrado Corazón, noviciado de religiosas, en Chamartín.
- Colegio de Nuestra Señora de las Maravillas, en la calle de Bravo Murillo (Cuatro Caminos). Se destruyó su museo de mineralogía y diverso material científico.
- Colegio de María Auxiliadora, de las Salesianas, en Cuatro Caminos.
- Convento de las Bernardas de Vallecas (calle de Isabel la Católica).
- Convento de las Mercedarias Calzadas de San Fernando.

En el convento de las Trinitarias (calle del Marqués de Urquijo), los revoltosos se contentaron con hacer salir a las corrigendas; en el del Beato Orozco (calle de Goya, demolido posteriormente para construir el edificio de Galerías Preciados) y en el Oratorio del Caballero de Gracia se dejaron persuadir por algunos espontáneos y de otras casas religiosas y se alejaron después de ahuyentar a sus moradores.

### Málaga
Según Juan Simeón Vidarte, las 48 horas de violencia en Málaga fueron las que causaron "los mayores destrozos y mayor pérdida artística para España". Supuso una catástrofe para la República en Málaga ya que propició la pérdida de credibilidad y estima de los ciudadanos sensatos, incrédulos ante la permisividad con los actos incendiarios, y deseosos de unas reformas que debían de ser realizadas de forma democrática y civilizada. En Málaga la quema de conventos estuvo precedida por un intento de incendio del Palacio del Obispo en 1930 y varios sucesos el mismo día de la proclamación de la República el 14 de abril con el asalto a la sede del diario La Unión Mercantil y un intento de asaltar la Residencia de los Jesuitas y el Seminario al día siguiente.
Cuando llegaron a la ciudad las noticias de los sucesos de Madrid las turbas de incontrolados se echaron a la calle por la noche del 11 de mayo y comenzaron los asaltos, en primer lugar a la Residencia de los Jesuitas y el Palacio del Obispo. Los incidentes se prolongaron durante la madrugada y todo el día 12 de mayo. Un periodista subido en su coche por la carretera de Colmenar, describió la ciudad:

El panorama que desde allí presenciamos no se borrará fácilmente de nuestra retina. Era verdaderamente aterrador, dantesco, producía escalofríos en el cuerpo y una intensa amargura en el espíritu. La ciudad estaba silenciosa y tétrica. El cielo veíase rojo, negras columnas de humo hacia él ascendían. Era el resplandor de las tremendas hogueras, que desde diversos sitios de la capital, elevaban hacia el infinito sus llamas intensas.

El día 12, a las doce y media, se declaró el estado de guerra que no contuvo ni la violencia incendiaria ni los saqueos. Se constituyó una Guardia Cívica con militantes republicanos y socialistas y la CNT publicó un manifiesto pacificador. Sin embargo, pese a las llamadas al orden, continuaron los disturbios, asaltos y saqueos: iglesia de San Juan, San Felipe Neri, convento Las Catalinas, convento Las Bernardas, iglesia San Lázaro, convento Adoratrices, convento Esclavas Concepcionistas, etc. Las fuerzas del Ejército salieron a la calle y el día 13 llegaron refuerzos de Sevilla, Ronda, Algeciras y Guardia Civil de Melilla, todas al mando de Gómez Caminero. 
Existen dudas razonables sobre la actitud y acciones de general Juan García Gómez-Caminero, gobernador militar de Málaga recientemente nombrado por el gobierno de la República, que se mostró permisivo para con las masas incendiarias. El citado gobernador militar no sólo no reprimió a las masas anticlericales, anarquistas y a los radicales de izquierda pirómanos, y a cuantos oportunistas y delincuentes habituales se cobijaron entre la masa, sino que mandó retirar las fuerzas de la Guardia Civil durante los disturbios del día 11, lo que supuso la resignación de Enrique Mapelli Raggio, gobernador civil de Málaga suplente de Antonio Jaén Morente. Gómez Caminero envió un telegrama a Azaña con el siguiente contenido:

Ha comenzado el incendio de iglesias. Mañana continuará.

Dicho gobernador militar fue destituido el día 14 de mayo, para al poco tiempo ser ascendido a general de División. En julio de 1936 era inspector general del Ejército.
Málaga fue la ciudad española más afectada durante estos trágicos sucesos, y buena parte de su patrimonio religioso, artístico, cultural e histórico fue destruido para siempre. No solo la destrucción total o parcial de edificios, sino las pérdidas de archivos históricos importantísimos, piezas de orfebrería, ricos bordados, imágenes de incalculable valor, antiquísimas pinturas, bibliotecas, etc. serían de inviable cuantificación e imposibles de recuperar. Entre las numerosas obras que fueron pasto de las llamas destacan las esculturas del Nazareno del Dulce Nombre de Jesús del Paso, el Crucificado de la Buena Muerte y la Virgen de Belén de la Iglesia de Santo Domingo, paradigmas del barroco español, ambas obras del imaginero Pedro de Mena. De Fernando Ortiz, la imagen de Jesús Orando en el Huerto, que era una escultura de talla completa, y la Urna con el Cristo yacente del antiguo Santo Sepulcro de la Iglesia de San Agustín, que fue quemado en una hoguera en la Plaza de la Merced, así como la imagen del Nazareno Caído, conocido como "El Chiquito" de la Hermandad perchelera de la Misericordia, del escultor José de Mora. 
Resultaron afectados por incendios:
- Palacio Episcopal, del solo quedaron los muros y del que durante su quema huyó por un sótano el obispo Manuel González García, su familia y algunas religiosas.
- Archivo de la diócesis y sus cajas de caudales.
- Iglesia de La Merced, completamente destruida.[52]
- Iglesia de San Felipe Neri.
- Iglesia de San Pablo. En esta iglesia se profanaron las criptas, entre ellas las del su fundador, padre Francisco Vega, y la benefactora de los salesianos Ventura Terrado, paseándose féretros de cinc y restos mortales entre vítores por La Trinidad.
- Iglesia de los Santos Mártires.
- Iglesia del convento de Sto. Domingo.
- Convento de San Agustín, cuyos niños internos habían abandonado la tarde del día 11.
- Convento de Barcenillas
- Convento del Ángel (monjas dominicas).
- San José de la Montaña (colegio).
- Convento de las Carmelitas Descalzas.
- Convento de la Inmaculada Concepción de las Hermanas Capuchinas, donde se profanaron los cajones de cinc de los marqueses de las Navas y los 14 nichos del cementerio de las religiosas comunidad.
- Convento de las Hermanas de la Cruz.
- Hermanos Maristas (colegio).
- Ermita de Zamarrilla.
- Convento de la Aurora María .
- Iglesia del Puerto de la Torre.
- Capilla de San José.
- Iglesia de San Julián.

Igualmente fueron asaltadas y saqueadas:
- Iglesia del Carmen, cuyo Cristo de la Misericordia fue paseado hasta la plaza de Riego, donde fue lanzado a la hoguera frente a la iglesia de La Merced.
- Iglesia de San Juan.
- Iglesia de Santiago
- Iglesia de las Angustias y San Patricio.

Y los conventos e iglesias de San Manuel (San Vicente de Paúl: asilo, colegio y casa cuna), convento del Arcángel San Miguel, San Lázaro (profanación de cadáveres del lazareto), Catalinas (dominicas), Reparadoras, San José, Concepción, San Bernardo, Encarnación, Servicio Doméstico (colegio), Esperanza, Sagrada Familia, Adoratrices (asilo), Cruz del Molinillo, Terciarias Franciscanas y Santísima Trinidad (convento). Señalar además,  que los edificios de Mercedarias de la Cruz del Molinillo, San Carlos (asilo y colegio) y San Pedro no se incendiaron a petición de los vecinos por la proximidad a las viviendas, destrozándose tan solo el interior. Los incendios y asaltos también afectaron a residencias, comercios, como los almacenes Creixell y los de la calle Don Cristián, y el periódico La Unión Mercantil.
Durante los sucesos hubo cuatro muertos en el único enfrentamiento con guardias de Seguridad para disolver a los incendiarios, en este caso en la Iglesia de La Merced, resultando en el asalto del cuartel de seguridad de calle Alamillos. Hubo 150 heridos trasladados a los hospitales, por enfrentamientos contra las fuerzas del orden o siniestros durante la realización de saqueos como caídas y aplastamientos. Se produjeron más de 100 detenciones que pasaron a disposición militar, entre los que se encontraba el concejal comunista Andrés Rodríguez. El estado de guerra se mantuvo hasta el día 9 de junio de 1931. La visión diaria de los edificios calcinados duró años y, en algunos casos, décadas.

### Valencia
En Valencia ardieron los conventos de San José de las Carmelitas, San Julián de las Agustinas y el Colegio de la Presentación. Asimismo, fueron asaltados los conventos de Teresianas, la Residencia de los Jesuitas y el Seminario Conciliar de Valencia.

### Sevilla
En Sevilla durante el 11 de mayo se quemó el colegio de los Jesuitas en la Plaza de Villasís, la Iglesia del Buen Suceso, la Residencia de los Capuchinos, la Capilla de San José y los conventos de las Mínimas y los Paúles. También se intentó incendiar el Palacio Arzobispal y los conventos de San Buenaventura, San Leandro y San Juan de Dios, aunque estos incendios fueron sofocados por la intervención ciudadana. La Guardia Civil impidió la quema de la iglesia de los Jesuitas de la calle Trajano y las iglesias de los Salesianos y Reparadoras.
El día 12 de mayo se declara el estado de guerra en Sevilla, pero a pesar de ello, la violencia se extiende a los pueblos. En Lora del Río se reproducen los incidentes contra la iglesia parroquial, la ermita de Nuestro Padre Jesús y el convento de las Mercedarias Descalzas. En Coria del Río se incendian tres iglesias. En Alcalá de Guadaíra un grupo de asaltantes expulsa a las Franciscanas del convento de Santa Clara. Sucedería lo mismo en Carmona donde tuvieron que abandonar su convento las Agustinas. No sucedió así en otros pueblos como Olivares, Carrión, Puebla del Río y Espartinas donde los propios vecinos hicieron unas "guardias cívicas" y armados impidieron que las partidas organizadas de incendiarios quemaran sus iglesias y conventos.

### Granada
En Granada el 12 de mayo se intenta quemar el diario católico La Gaceta del Sur y el monárquico El Noticiero Granadino. Respecto a edificios religiosos se intentan quemar el colegio de los Maristas, el convento de los Agustinos y el de las monjas de Realejo. Todos estos incendios fueron sofocados por la rápida intervención de los bomberos. Pero los acontecimientos se desbordan cuando los asaltantes consiguen entrar en el citado diario católico, en los Luises, la residencia de los Redentoristas, la iglesia de Hospitalicos y el convento de las religiosas de Santiago. También estallará un artefacto en el convento de las Carmelitas y se intenta agredir a varios sacerdotes en la Gran Vía. El general González Carrasco decreta el estado de guerra y logra impedir la quema del convento de las Trinitarias, pero no logra evitar que el convento de los Capuchinos sea pasto de las llamas.
En la provincia de Granada se reproducen los actos violentos en Loja donde se queman el convento de Santa Clara, la residencia de los Jesuitas en Santa Fe y es saqueada la iglesia de la Encarnación. En Atarfe se produce un violento incidente entre vecinos y unos presuntos incendiarios que se salda con seis muertos y varios heridos.

### Córdoba
En Córdoba ardió el Convento de San Cayetano.

### Cádiz
- En Cádiz se quemó el Convento de los Dominicos, el Convento de Santa María, el Convento del Carmen y el Convento de la Merced.
- En Sanlúcar de Barrameda se intentó incendiar el Convento de los Capuchinos.
- En Jerez de la Frontera se asaltó el Convento de San Francisco, el de los Carmelitas y la Residencia de los Jesuitas.
- En Algeciras se quemaron todos los templos de la ciudad, la Iglesia de Nuestra Señora de la Palma, la Capilla de Nuestra Señora de Europa, la Capilla del Cristo de la Alameda y la Capilla de la Caridad.[55][56]

### Murcia
En Murcia fue quemada la Iglesia de la Purísima y fueron asaltados los conventos de las Isabelas y de las Verónicas. También se incendió el quiosco del diario La Verdad.

### Alicante
En Alicante se incendiaron las Escuelas Salesianas, el Colegio de las Carmelitas, la Parroquia de Benalúa, el Convento de San Francisco, la casa de ejercicios de la Compañía de Jesús, el Convento de las Oblatas, la Iglesia del Carmen, Convento de la Preciosísima Sangre de Cristo (Alicante), el Convento de Capuchinos, el Convento de Agustinos, el Palacio Episcopal, el Colegio de Jesús María, el Colegio de la Compañía de María y el Colegio de los Maristas. Gracias a la intervención del alcalde Lorenzo Carbonell se logró evitar la quema de Santa Faz.

## Reacciones
La Agrupación al Servicio de la República condenó los hechos en un artículo publicado en El Sol el 11 de mayo, firmado por Gregorio Marañón, José Ortega y Gasset y R. Pérez de Ayala:

Quemar conventos e iglesias no demuestra ni verdadero celo republicano ni espíritu de avanzada, sino más bien un fetichismo primitivo o criminal que lleva lo mismo a adorar las cosas materiales que a destruirlas.

El alcalde socialista de Madrid publicó el siguiente bando: 

El pueblo, que siempre dio pruebas de la más noble elevación espiritual (…) no puede olvidar en estos momentos que junto a los edificios que pretende destruir hay casas donde habitan millares de convecinos (…) ancianos (…) a los que las llamas (…) no podrían distinguir ni respetar. Por ello, si la indignación prendió el fuego, apáguenlo los corazones generosos de los madrileños.

El diario El Socialista publicó el 12 de mayo de 1931: 

La reacción ha visto ya que el pueblo está dispuesto a no tolerar. Han ardido los conventos: ésa es la respuesta de la demagogia popular a la demagogia derechista

## Consecuencias

### La responsabilidad de los hechos y la pasividad del Gobierno
No se sabe con absoluta certeza quién quemó los alrededor de cien edificios religiosos que ardieron total o parcialmente aquellos días (además de la destrucción de objetos del patrimonio artístico y litúrgico y la profanación de algunos cementerios de conventos), y durante los cuales murieron varias personas y otras resultaron heridas, pero la hipótesis más admitida es que los incendiarios fueron elementos de extrema izquierda republicana y anarquista que pretendían presionar al Gobierno Provisional para que llevara a cabo la «revolución» que significaba ante todo arrancar de cuajo el «clericalismo».
Los historiadores están de acuerdo en la irresponsabilidad del gobierno en el manejo de la situación, que solo se explica, además de por una difusa simpatía que pudieran sentir algunos ministros por los alborotadores, por «una mezcla de perplejidad, error de cálculo, debilidad y miedo a la impopularidad derivada del empleo de la fuerza contra el pueblo». En esta misma línea explicativa se manifiesta el historiador Gabriel Jackson, que señala que la «mayoría de los ministros» no quería que «el nuevo régimen comenzara su existencia disparando contra españoles», convencidos de que «las masas odiarían a un Gobierno que recurriera a la guardia civil ante las primeras señales de un motín». Algo parecido piensa Pilar Mera Costas, quien tras preguntarse «¿por qué el Consejo de Ministros esperó y no pudo controlar la situación hasta dos días después?» responde lo siguiente:

Recién proclamada la República, los ministros temían que si respondían con excesiva contundencia y resultados violentos, el régimen perdiese la legitimidad popular al igualarse con la represión de la dictadura ante la primera dificultad. [...] El recurso evidente habría sido utilizar a la Guardia Civil, pero a pesar de la adhesión explícita de Sanjurjo el 14 de abril, su utilización represiva por parte de la monarquía había dañado de tal modo su imagen ante los ciudadanos que, llegado el momento, el Gobierno prefirió optar por una medida tan poco republicana como dejar el orden en manos del Ejército.

El propio presidente Niceto Alcalá Zamora, en una alocución radiada el mismo día 11, justificó implícitamente la actitud del gobierno, diciendo que se había evitado un baño de sangre. Sin embargo, el papa Pío XI el 17 de mayo se referiría a la «gravísima» responsabilidad de los que no habían «impedido oportunamente» que los sucesos se produjeran.
La izquierda republicana y los socialistas hablaron de la existencia de una conspiración monárquica y clerical, e interpretaron los hechos como un «aviso para el Gobierno Provisional» sobre la política moderada que había llevado hasta esos momentos. El pueblo «dotado de fino instinto», aseguró El Socialista, se había adelantado al Gobierno en la defensa del régimen. El órgano cenetista Solidaridad Obrera fue el que más insistió en la intervención popular en los hechos y en relacionarlos con un movimiento justiciero frente al «afeminamiento político» del Gobierno, que «ha[bía] dejado de ser un Gobierno revolucionario para convertirse en uno de los tantos Gobiernos liberales de la monarquía». Las logias masónicas también expresaron al gobierno su descontento por su contemporización con los elementos conservadores, clericales y monárquicos. Entre los que apoyaban al Gobierno Provisional, los únicos que claramente condenaron lo sucedido y se opusieron a la interpretación que estaban haciendo de los sucesos la izquierda republicana y los socialistas fueron los intelectuales de la Agrupación al Servicio de la República, que criticaron duramente que se considerara una expresión de la democracia los actos vandálicos de una «multitud caótica e informe» y ponían en duda que incendiar edificios religiosos fuera una demostración de «verdadero celo republicano».
Por otro lado, la quema de conventos contribuyó al endurecimiento de la posición de la derecha (al igual que la de la Iglesia católica) y asustó a los sectores conservadores, partidarios del orden, que consideraron excesivamente blanda la respuesta del Gobierno. Con el tiempo la derecha convertiría la quema de conventos en un mito que enlazaría con la Revolución de Octubre de 1934 y los desórdenes de la primavera de 1936 bajo el gobierno del Frente Popular para justificar el golpe de Estado de julio de 1936.

### La tensión entre la República y la Iglesia católica
El gobierno se sumó a la interpretación de la izquierda republicana y de los socialistas y por eso ordenó la suspensión de la publicación del diario católico El Debate y del monárquico ABC, así como la detención de varios significados monárquicos (que semanas después serían absueltos por los tribunales, lo que provocó una dura reacción de la prensa de izquierdas que lo consideró una nueva y vergonzosa maniobra monárquica). El gobierno llegó a acordar incluso la expulsión de los jesuitas, aunque finalmente no se consumó. Y en ese contexto se produjo la expulsión de España el 17 de mayo del obispo integrista de Vitoria Mateo Múgica, por negarse a suspender el viaje pastoral que tenía previsto realizar a Bilbao donde el gobierno temía que, con motivo de su visita, se produjeran incidentes entre los carlistas y los  nacionalistas vascos que compartían su oposición a la República y su defensa del clericalismo, y los republicanos y los socialistas anticlericales.
El Gobierno Provisional aprobó también algunas medidas dirigidas a asegurar la separación de la Iglesia y el Estado sin esperar a la reunión de las Cortes Constituyentes. El 13 de mayo una circular de la Dirección General de Enseñanza Primaria concretaba el decreto de 6 de mayo que había declarado voluntaria la enseñanza religiosa. En ella, además de establecer que sería necesaria una manifestación expresa de los padres en la matrícula indicando que deseaban recibirla, se ordenaba la retirada de crucifijos de las aulas donde hubiese alumnos que no recibieran enseñanza religiosa. El 21 de mayo un decreto declaraba obligatorio el título de maestro para ejercer la enseñanza, lo que afectaba especialmente a los colegios religiosos ya que los frailes y monjas que impartían las clases carecían del mismo. El 22 de mayo otro decreto reconocía la libertad de cultos y la libertad de conciencia en la escuela y otra disposición prohibía a los religiosos «enajenar inmuebles y objetos artísticos, arqueológicos o históricos» sin permiso de la administración.

### El «caso Segura»

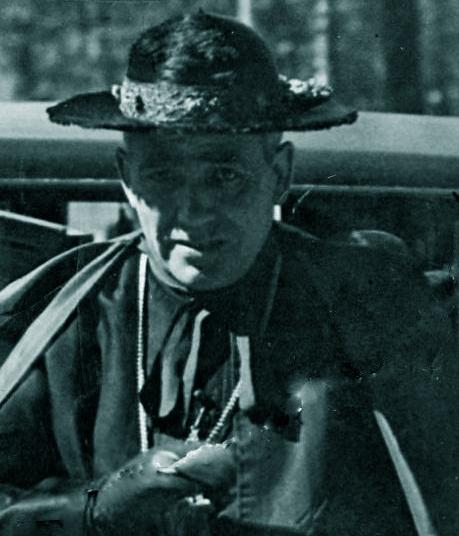
Cardenal Pedro Segura

La Iglesia católica, que en general había reaccionado con moderación a los incendios de mayo, criticó todas estas medias laicistas, especialmente la retirada de los crucifijos de las aulas donde hubiera alumnos que no querían recibir enseñanza religiosa, y sobre todo el decreto de 22 de mayo que provocó incluso la protesta del Nuncio asegurando que no era legal legislar sobre libertad de cultos o enseñanza religiosa en las escuelas sin tener en cuenta el Concordato de 1851. El 30 de mayo la Santa Sede negó el plácet al recién nombrado embajador de España, Luis de Zulueta. La reacción más radical partió de nuevo del cardenal Segura que el 3 de junio en Roma, donde se encontraba desde el 12 de mayo, hizo pública una pastoral en la que se recogía “la penosísima impresión que les había producido ciertas disposiciones gubernativas” a los obispos y todos los agravios que a su juicio había padecido la Iglesia hasta esos momentos, incluido el último decreto, del que no aceptaban que la enseñanza religiosa desapareciera de la escuela pública, poniendo de manifiesto el antiliberalismo que la Iglesia católica seguía manteniendo. La pastoral del cardenal Segura de nuevo desató las iras de la prensa republicana y socialista que la calificó de “intromisión intolerable”. El Gobierno Provisional expresó a la Santa Sede su deseo de que el cardenal no retornase a España y que fuese destituido de la sede de Toledo. En estas circunstancias el cardenal Segura volvió inesperadamente a España el 11 de junio y fue detenido tres días después por orden del gobierno en Guadalajara, y el día 15 fue expulsado del país. De este hecho quedó una famosa foto que dio la vuelta al mundo con el cardenal abandonando el convento de los paúles de Guadalajara rodeado de policías y guardias civiles, que se presentó como prueba de la persecución que estaba padeciendo la Iglesia católica en España. El Cardenal Segura no volvería a España hasta después de iniciada la guerra civil Al día siguiente se celebró en la plaza de toros de Pamplona un gran mitin católico para protestar contra la expulsión del cardenal.

### El «caso Echeguren»
Dos meses después, y en pleno debate en las Cortes Constituyentes recién abiertas sobre la nueva Constitución en el que la “cuestión religiosa” estaba siendo la más polémica, se producía un nuevo incidente que enturbió aún más las relaciones de la República y la Iglesia católica y en el que el Cardenal Segura volvía a ser protagonista. El día 17 de agosto entre la documentación incautada al vicario de Vitoria, Justo Echeguren, que había sido detenido tres días antes en la frontera hispano francesa por la policía, se encontraron unas instrucciones del Cardenal Segura a todas las diócesis en las que se facultaba a los obispos a vender bienes eclesiásticos en caso de necesidad. "Pero lo más grave era que, a tal circular, acompañaba un dictamen del abogado Rafael Martín Lázaro, firmado en fecha tan temprana como el 8 de mayo, que aconsejaba la transferencia por parte de la Iglesia de sus bienes inmuebles a seglares y la colocación de bienes muebles en títulos de deuda extranjeros, es decir, invitaba a la fuga de capitales", todo ello para eludir una posible expropiación por parte del Estado. La respuesta inmediata del Gobierno Provisional, después de descartar la ruptura de las relaciones diplomáticas con la Santa Sede, fue la publicación el 20 de agosto de un decreto en el que se suspendían las facultades de venta y enajenación de los bienes y derechos de todo tipo de la Iglesia católica y de las órdenes religiosas. En el preámbulo se intentó suavizar la medida haciendo referencia a “los esfuerzos notorios que ha[bían] realizado elementos destacados de la Iglesia española” para mantener su lealtad al nuevo régimen, aludiendo así al sector conciliador encabezado por el cardenal Francisco Vidal y Barraquer y el Nuncio frente al intransigente sector integrista encabezado por el cardenal Segura. Por otro lado, el decreto fue acompañado por la suspensión de una decena de periódicos católicos del País Vasco y de Navarra que se habían significado por sus proclamas antirrepublicanas y que fueron acusados por el gobierno de hacer llamamientos a la rebelión armada contra la República.

## Valoración
A juicio del historiador Julián Casanova:

El significado principal de estos acontecimientos es que se produjeron al mes escaso de inaugurarse la República y que en la memoria colectiva de muchos católicos quedaron grabados como el primer asalto contra la Iglesia por parte de una República laica y anticlerical, un ensayo general de la catástrofe que se avecinaba. Las consecuencias fueron "desastrosas" para la República, escribió después en sus memorias Niceto Alcalá-Zamora: le crearon enemigos que no tenía; quebrantaron la solidez compacta de su asiento; mancharon su crédito hasta entonces diáfano e ilimitado. Algo similar manifestaba el cardenal Francisco Vidal y Barraquer en la nota de protesta que el 17 de mayo envió al presidente del Gobierno Provisional: hechos de esta índole... disminuyen la confianza que un numeroso sector de católicos había inspirado la actuación directa del Gobierno en muchas de sus primeras disposiciones